# بويد (تكساس)
بويد (بالإنجليزية: Boyd town, Texas)‏ هي بلدة تقع بولاية تكساس في الولايات المتحدة. تبلغ مساحتها 10.61 كم2، وترتفع عن سطح البحر 221.89440000000002 م، بلغ عدد سكانها 1,207 نسمة في عام 2010 حسب إحصاء مكتب تعداد الولايات المتحدة وتصل الكثافة السكانية فيها 113.8 نسمة لكل كيلومتر مربع (294.7/ميل2).

## التركيبة السكانية
حدّد مكتب تعداد الولايات المتحدة بيانات التركيبة السكانية لبويد في تعداد الولايات المتحدة. في ما يلي، التركيبة السكانية حسب تعدادي 2000 و2010.

### تعداد عام 2000
بلغ عدد سكان بويد 1,099 نسمة بحسب تعداد عام 2000، وبلغ عدد الأسر 407 أسرة وعدد العائلات 307 عائلة مقيمة في البلدة. في حين سجلت الكثافة السكانية 103.6 نسمة لكل كيلومتر مربع (268.3/ميل2). وبلغ عدد الوحدات السكنية 435 وحدة بمتوسط كثافة قدره 41 لكل كيلومتر مربع (106.2/ميل2).
وتوزع التركيب العرقي للبلدة بنسبة 87.99% من البيض و0.36% من الأمريكيين الأفارقة و1.36% من الأمريكيين الأصليين و0.18% من سكان جزر المحيط الهادئ و7.83% من الأعراق الأخرى و2.27% من عرقين مختلطين أو أكثر و14.01% من الهسبانيون أو اللاتينيون من أي عرق.
بلغ عدد الأسر 407 أسرة كانت نسبة 43.2% منها لديها أطفال تحت سن الثامنة عشر تعيش معهم، وبلغت نسبة الأزواج القاطنين مع بعضهم البعض 54.1% من أصل المجموع الكلي للأسر، ونسبة 14.7% من الأسر كان لديها معيلات من الإناث دون وجود شريك، بينما كانت نسبة 6.6% من الأسر لديها معيلون من الذكور دون وجود شريكة وكانت نسبة 24.6% من غير العائلات. تألفت نسبة 22.1% من أصل جميع الأسر من عدة أفراد يعيشون في نفس المنزل ونسبة 8.4% كانت تتألف من شخص يعيش بمفرده يبلغ من العمر 65 عاماً أو أكثر. وبلغ متوسط حجم الأسرة المعيشية 2.70، أما متوسط حجم العائلات فبلغ 3.13.
بلغ العمر الوسطي للسكان 32.4 عاماً. وكانت نسبة 29.9% من القاطنين تحت سن الثامنة عشر، وكانت نسبة 9.6% بين الثامنة عشر والرابعة والعشرين عاماً، ونسبة 29.2% كانت واقعةً في الفئة العمرية ما بين الخامسة والعشرين والرابعة والأربعين عاماً، ونسبة 21.3% كانت ما بين الخامسة والأربعين والرابعة والستين، ونسبة 9.9% كانت ضمن فئة الخامسة والستين عاماً فما فوق. يوجد لكل 100 أنثى 94.2 ذكر، ويوجد لكل 100 أنثى في الثامنة عشر من عمرها فما فوق 91.5 ذكر.
بلغ متوسط دخل الأسرة في البلدة 35,438 دولارًا، أما متوسط دخل العائلة فبلغ 40,781 دولارًا. وكان متوسط دخل الذكور 29,219 دولارًا مقابل 22,237 دولارًا للإناث. وسجل دخل الفرد الخاص بالبلدة 14,929 دولارًا. وكانت نسبة 15.6% من العائلات ونسبة 21% من السكان تحت خط الفقر، وكان من هؤلاء نسبة 30.9% تحت سن الثامنة عشر ونسبة 11.9% في الخامسة والستين من العمر وما فوق.

### تعداد عام 2010
بلغ عدد سكان بويد 1,207 نسمة بحسب تعداد عام 2010، وبلغ عدد الأسر 460 أسرة وعدد العائلات 328 عائلة مقيمة في البلدة. في حين سجلت الكثافة السكانية 113.8 نسمة لكل كيلومتر مربع (294.7/ميل2). وبلغ عدد الوحدات السكنية 521 وحدة بمتوسط كثافة قدره 49.1 لكل كيلومتر مربع (127.2/ميل2).
وتوزع التركيب العرقي للبلدة بنسبة 86.91% من البيض و0.33% من الأمريكيين الأفارقة و1.33% من الأمريكيين الأصليين و8.04% من الأعراق الأخرى و3.40% من عرقين مختلطين أو أكثر و18.39% من الهسبانيون أو اللاتينيون من أي عرق.
بلغ عدد الأسر 460 أسرة كانت نسبة 37.8% منها لديها أطفال تحت سن الثامنة عشر تعيش معهم، وبلغت نسبة الأزواج القاطنين مع بعضهم البعض 52.2% من أصل المجموع الكلي للأسر، ونسبة 14.3% من الأسر كان لديها معيلات من الإناث دون وجود شريك، بينما كانت نسبة 4.8% من الأسر لديها معيلون من الذكور دون وجود شريكة وكانت نسبة 28.7% من غير العائلات. تألفت نسبة 24.6% من أصل جميع الأسر من عدة أفراد يعيشون في نفس المنزل ونسبة 9.3% كانت تتألف من شخص يعيش بمفرده يبلغ من العمر 65 عاماً أو أكثر. وبلغ متوسط حجم الأسرة المعيشية 2.62، أما متوسط حجم العائلات فبلغ 3.11.
بلغ العمر الوسطي للسكان 36.7 عاماً. وكانت نسبة 26.3% من القاطنين تحت سن الثامنة عشر، وكانت نسبة 9.8% بين الثامنة عشر والرابعة والعشرين عاماً، ونسبة 24.8% كانت واقعةً في الفئة العمرية ما بين الخامسة والعشرين والرابعة والأربعين عاماً، ونسبة 26.9% كانت ما بين الخامسة والأربعين والرابعة والستين، ونسبة 12.3% كانت ضمن فئة الخامسة والستين عاماً فما فوق. وتوزع التركيب الجنسي للسكان بنسبة 48.9% ذكور و51.1% إناث.